# Port Victoria Marine Experimental Aircraft Depot
Cục Không quân Hải quân Hoàng gia Anh (RNAS) thành lập Trạm sửa chữa máy bay hàng không Hải quân Hoàng gia tại đảo Grain trên sông Medway Estuary, Kent đầu năm 1915. Đây cũng là căn cứ thủy phi cơ của RNAS tại đảo Grain, Trạm được đặt tên là Cảng Victoria. Sau đó trở thành Trạm máy bay thử nghiệm hàng hải, gồm 3 bộ phận:
- Trạm chế tạo thử nghiệm
- Trạm thử nghiệm thủy phi cơ
- Bộ phận vũ khí thử nghiệm

Nó được đổi tên thành Viện khoa học thử nghiệm vũ khí và hàng hải vào ngày 16 tháng 3 năm 1920. Nó đổi tên lần nữa vào ngày 1 tháng 3 năm 1924 thành Viện khoa học thử nghiệm máy bay hàng hải và chuyển tới Felixstowe.

## Các kiểu máy bay của Port Victoria
- P.V.1
- P.V.2
- P.V.3 – Không sản xuất, chỉ dừng ở bản thiết kế
- P.V.4
- P.V.5
- P.V.5A
- P.V.7
- P.V.8
- P.V.9
- Grain Griffin